# Mont Tamalpais
Le mont Tamalpais est une montagne faisant partie des Chaînes côtières californiennes. Elle est située au nord de la baie de San Francisco, dans le comté de Marin, en Californie, aux États-Unis. Elle culmine à 785 mètres d'altitude. Sa première ascension a été réalisée dans les années 1830 par Jacob P. Leese.